# 李炳良
李炳良（1937年—2012年），男，汉族，河北隆尧人，中华人民共和国政治人物，曾任河北省人大常委会副主任，第八、九届全国人大代表。